# Sudirman Cup 1995
Der Sudirman Cup 1995, die Weltmeisterschaft für gemischte Mannschaften im Badminton, fand im Mai 1995 in Lausanne im Patinoire de Malley statt. China gewann in dieser vierten Auflage des Championats gegen Indonesien im Finale mit 3:1. Unmittelbar nach dem Sudirman Cup wurde die Badminton-Weltmeisterschaft 1995 an gleicher Stelle ausgetragen.

## Ergebnisse

### Gruppe 1

#### Subgruppe A
- Volksrepublik China –  Südkorea 3-2
- Volksrepublik China –  England 4-1
- Südkorea –  England 4-1

#### Subgruppe B
- Indonesien –  Dänemark 3-2
- Indonesien –  Thailand 5-0
- Dänemark –  Thailand 4-1

#### Spiel um Platz 5
- England –  Thailand 3-2

#### Halbfinale
- Indonesien –  Südkorea 4-1
- Volksrepublik China –  Dänemark 4-1

### Gruppe 2
- Schweden –  Niederlande 5-0
- Schweden –  Japan 4-1
- Schweden –  Russland 3-2
- Niederlande –  Japan 4-1
- Niederlande –  Russland 3-2
- Russland –  Japan 4-1

### Gruppe 3
- Chinesisch Taipeh –  Kanada 3-2
- Chinesisch Taipeh –  Schottland 3-2
- Chinesisch Taipeh –  Deutschland 3-2
- Kanada –  Schottland 4-1
- Kanada –  Deutschland 3-2
- Deutschland –  Schottland 4-1

### Gruppe 4
- Australien –  Neuseeland 3-2
- Australien –  Hongkong 4-1
- Australien –  Österreich 4-1
- Neuseeland –  Hongkong 3-2
- Neuseeland –  Österreich 5-0
- Hongkong –  Österreich 4-1

### Gruppe 5
- Norwegen –  Indien 3-2
- Norwegen –  Finnland 3-2
- Norwegen –  Tschechien 4-1
- Indien –  Finnland 4-1
- Indien –  Tschechien 4-1
- Finnland –  Tschechien 3-2

### Gruppe 6
- Polen –  Island 5-0
- Polen –  Vereinigte Staaten 4-1
- Polen –  Schweiz 3-2
- Schweiz –  Island 4-1
- Vereinigte Staaten –  Schweiz 3-2
- Island –  Vereinigte Staaten 3-2

### Gruppe 7
- Ukraine –  Irland 4-1
- Ukraine –  Bulgarien 4-1
- Ukraine –  Wales 3-2
- Wales –  Irland 4-1
- Wales –  Bulgarien 3-2
- Bulgarien –  Irland 4-1

### Gruppe 8
- Frankreich –  Kasachstan 4-1
  -  Frankreich –  Ungarn 4-1
- Frankreich –  Belgien 3-2
- Kasachstan –  Ungarn 4-1
- Kasachstan –  Belgien 3-2
- Belgien –  Ungarn 3-2

### Gruppe 9
- Belarus –  Peru 5-0
- Belarus –  Pakistan 5-0
- Belarus –  Spanien 5-0
- Belarus –  Portugal 4-1
- Spanien –  Peru 4-1
- Spanien –  Pakistan 4-1
- Spanien –  Portugal 3-2
- Peru –  Pakistan 3-2
- Peru –  Portugal 3-2
- Portugal –  Pakistan 5-0

### Gruppe 10
- Mauritius –  Slowenien 3-2
- Mauritius –  Zypern 5-0
- Mauritius –  Italien 5-0
- Mauritius –  Israel 3-2
- Israel –  Slowenien 3-2
- Israel –  Zypern 5-0
- Israel –  Italien 5-0
- Israel –  Israel 3-2
- Slowenien –  Zypern 5-0
- Slowenien –  Italien 4-1
- Zypern –  Italien 3-2

### Gruppe 11
- Slowakei –  Marokko 5-0
- Slowakei –  Malta 4-1
- Slowakei –  Argentinien 4-1
- Slowakei –  Brasilien 5-0
- Malta –  Marokko 5-0
- Malta –  Argentinien 4-1
- Malta –  Brasilien 3-2
- Brasilien –  Marokko 5-0
- Brasilien –  Argentinien 4-1
- Argentinien –  Marokko 5-0

## Endstand
| Platz | Land       |
| ----- | ---------- |
| 1     | China      |
| 2     | Indonesien |
| 3     | Südkorea   |
| 3     | Dänemark   |
| 5     | England    |
| 6     | Thailand   |

| Platz | Land        |
| ----- | ----------- |
| 7     | Schweden    |
| 8     | Niederlande |
| 9     | Russland    |
| 10    | Japan       |

| Platz | Land        |
| ----- | ----------- |
| 11    | Taiwan      |
| 12    | Kanada      |
| 13    | Deutschland |
| 14    | Schottland  |

| Platz | Land       |
| ----- | ---------- |
| 15    | Australien |
| 16    | Neuseeland |
| 17    | Hongkong   |
| 18    | Österreich |

| Platz | Land       |
| ----- | ---------- |
| 19    | Norwegen   |
| 20    | Indien     |
| 21    | Finnland   |
| 22    | Tschechien |

| Platz | Land    |
| ----- | ------- |
| 23    | Polen   |
| 24    | Schweiz |
| 25    | USA     |
| 26    | Island  |

| Platz | Land      |
| ----- | --------- |
| 27    | Ukraine   |
| 28    | Wales     |
| 29    | Bulgarien |
| 30    | Irland    |

| Platz | Land       |
| ----- | ---------- |
| 31    | Frankreich |
| 32    | Kasachstan |
| 33    | Belgien    |
| 34    | Ungarn     |

| Platz | Land         |
| ----- | ------------ |
| 35    | Weißrussland |
| 36    | Spanien      |
| 37    | Peru         |
| 38    | Portugal     |
| 39    | Pakistan     |

| Platz | Land      |
| ----- | --------- |
| 40    | Mauritius |
| 41    | Israel    |
| 42    | Slowenien |
| 43    | Zypern    |
| 44    | Italien   |

| Platz | Land        |
| ----- | ----------- |
| 45    | Slowakei    |
| 46    | Malta       |
| 47    | Brasilien   |
| 48    | Argentinien |
| 49    | Marokko     |

      Aufsteiger
      Absteiger